# Хайнрих XXIX (Ройс-Еберсдорф)
Хайнрих XXIX Ройс-Еберсдорф (на немски: Heinrich XXIX Reuß-Ebersdorf (jüngere Linie); * 21 юли 1699, Еберсдорф; † 22 май 1747, Хернхаг, днес част от Бюдинген) от фамилията Ройс „младата линия“ е граф на Ройс-Еберсдорф. Той е прапрадядо на кралица Виктория от Великобритания.

## Биография
Той е син на граф Хайнрих X Ройс-Еберсдорф (1662 – 1711) и съпругата му Ердмута Бенигна фон Золмс-Лаубах (1670 – 1732), дъщеря на граф Йохан Фридрих фон Золмс-Лаубах (1625 – 1696) и графиня Бенигна фон Промниц (1648 – 1702).
През 1716 г. той е изпратен да следва в Хале, центърът на пиетизъма. През 1719 г. се сприятелява за цял живот с теолога граф Николаус Лудвиг фон Цинцендорф (1700 – 1760), който се жени на 7 септември 1722 г. в Еберсдорф за сестра му Ердмута Доротея (1700 – 1756), поетесата на църковни песни.
През 1720 г. той поема управлението в Еберсдорф. Хайнрих основава община на „Хернхут-братята“ в Еберсдорф, която се събира за обща молитва и пеене в празничната зала на двореца. „Граф и чирак“ трябва там да се срещат като „братя“.
Той умира на 22 май 1747 г. в Хернхаг на 47 години.

## Фамилия
Хайнрих XXIX Ройс-Еберсдорф се жени на 2 септември 1721 г. в Кастел за графиня София Теодора фон Кастел-Ремлинген (* 12 май 1703, Кастел; † 8 януари 1777, Хернхут), дъщеря на граф Волфганг Дитрих фон Кастел-Ремлинген (1641 – 1709) и графиня Доротея Рената фон Цинцендорф-Потендорф (1669 – 1743). Те имат децата:
- Бенигна Рената (1722 – 1747)
- Хайнрих XXIV (1724 – 1779), граф Ройс-Еберсдорф, женен на 28 юни 1754 г. в Турнау за графиня Каролина Ернестина фон Ербах (1727 – 1796), дъщеря на граф Георг Август фон Ербах-Шьонберг (1691 – 1758)
- Хайнрих XXVI (1725 – 1796)
- Хайнрих XXVIII (* 30 август 1726; † 10 май 1797), женен на 4 ноември 1747 г. в Бертелсдорф, Хернхут, за Агнес София (1720 – 1791), дъщеря на Ердман II фон Промнитц (1683 – 1745)
- София Августа (1728 – 1753), омъжена на 16 август 1748 г. в Хернхут за фрайхер Лудвиг фон Вайтолсхаузен (1724 – 1783)
- Шарлота Луиза (1729 – 1792)
- Хайнрих XXXI (1731 – 1763)
- Хайнрих XXXII (* 1733; † 1 октомври 1756, убит при Лобозиц в битката при Усти над Лабем)
- Хайнрих XXXIII (1734 – 1791)
- Хайнрих XXXIV (1737 – 1806)
- Кристиана Елеонора (1739 – 1761)
- Мария Елизабет (1740 – 1784), омъжена на 20 юни 1765 г. в Хернхут за граф Хайнрих XXV Ройс-Лобенщайн (1724 – 1801)
- Йохана Доротея (1743 – 1801), омъжена на 21 май 1770 г. в Гросе Хенерсдорф за Кристоф Фридрих Левин фон Трота († 1772)